# Мертва зона (роман)
«Мертва зона» (англ. The Dead Zone) — фантастичний роман американського письменника  Стівена Кінга 1979 року.

## Сюжет
Молодий вчитель на ім'я Джоні запрошує свою дівчину в парк атракціонів. У дитинстві він отримав травму голови, але потім і не згадував про неї. Але, повертаючись додому, він потрапляє в автомобільну аварію і впадає в кому на п'ять років. І батько, і його дівчина втратили надію. Його повернення чекала тільки одержима релігійними ідеями мати. Джонні прокинувся цілком здатним продовжувати життя. Але от тільки дитяча травма голови разом із другою травмою, пробудила надприродні здібності його мозку — ясновидіння. Джонні тепер може побачити багато недоступного звичайним людям під час коротких «осяянь». Але при цьому одна ділянка мозку для нього закрита — він не пам'ятає деякі географічні об'єкти, дати і числа.
Використовуючи свій дар Джонні допомагає знайти серійного вбивцю і попереджає про пожежу на випускному балу, рятуючи десятки життів.
Одного разу, тиснучи руку політику на зустрічі з виборцями, він розуміє, що ця людина стане президентом і розв'яже третю світову війну. Це «осяяння» приходить з ураженої ділянки мозку, яку він називає «мертвою зоною». Через деякий час Джонні дізнається, що у нього невиліковна пухлина. Напівбожевільна мати, що вмирає, каже Джонні про його «велику місію», щоб він не ховався від неї, як Іона, і, розуміючи що дні його полічені, Джонні вирішується вбити того самого політика, Грега Стілсона. Але доля не дозволяє йому стати вбивцею — Джонні домагається спасіння світу ціною свого життя, а не чужого.
Роман містить низку алюзій, що підштовхує численних читачів до проведення аналогій із замахом Томаса Метью Крукса на Дональда Трампа.

## Основні теми роману
- Моральні дилеми та особистий вибір: Роман глибоко досліджує, наскільки далеко людина готова піти, щоб запобігти злу, і які наслідки це матиме для її совісті та життя.
- Доля і свобода волі: "Мертва зона" ставить питання про те, чи можна змінити передбачене майбутнє і чи є у людини повний контроль над своєю долею.
- Відповідальність за дар: Джонні усвідомлює, що його здібності накладають на нього величезну відповідальність, і він змушений використовувати їх, незважаючи на особисту ціну.
- Природа зла: Сенатор Грег Стілсон уособлює зло, яке може прийти під прикриттям харизми та популізму.

## Екранізація
Роман "Мертва зона" був двічі екранізований:
- Фільм "Мертва зона" (1983): Режисер Девід Кроненберг, у головній ролі Крістофер Уокен.
- Телесеріал "Мертва зона" (2002-2007): У головній ролі Ентоні Майкл Холл.

## Переклади українською
Українською мовою роман видавався у двох перекладах — Володимира Митрофанова (1988) та Віталія Ракуленка (2021).
- Кінг С. Мертва зона / Пер. з англ. В. І. Митрофанова; післям. О. М. Звєрєва[ru]. — Київ : Дніпро, 1988. — 555 с. — 65 000 прим. — ISBN 5-308-00187-1.[1] (палітурка; формат — 70×100/32 (120×165 мм))
- Кінг С. Мертва зона / Пер. з англ. В. Ракуленка. — Харків : Клуб Сімейного Дозвілля, 2021. — 544 с. — 5 000 прим. — ISBN 978-617-12-8444-9. (палітурка; формат — 84×108/32 (130×200 мм))

## Герої
- Джонні — головний герой, молодий учитель, хороша, порядна людина.
- Грег Стілсон — політичний діяч, людина жорстока, з вибуховим характером, можливо, психічно нездорова.

## Екранізація
- Мертва зона (фільм) (1983)
- Мертва зона (телесеріал) (2002-2007)